# Intacto
Intacto è un film del 2001 diretto da Juan Carlos Fresnadillo.
Fresnadillo, al suo primo lungometraggio cinematografico, ha vinto il prestigioso Premio Goya per il miglior regista esordiente del 2002. Altro importante riconoscimento è andato al protagonista, il giovane argentino Leonardo Sbaraglia, miglior attore rivelazione, mentre le candidature complessive sono state otto.

## Trama
Federico lavora in un casinò dove ha il compito di fermare il flusso di fortuna di clienti che stanno vincendo troppo. Il suo "dono" consiste nel toccare questi soggetti fortunati annullandone il flusso positivo. Nei sotterranei del casinò vive, isolato dal mondo, Samuel Berg, un uomo anziano, reduce dai campi di concentramento nazisti che sentitosi attaccato da Federico, lo licenzia, innescando con lo stesso una sorta di sfida.
Così Federico incentra la sua vita alla ricerca di un uomo che possa considerarsi più fortunato del leggendario Samuel. Dopo anni passati invano, sembra aver trovato l'uomo giusto nel giovane Tomás Sanz, un ladruncolo ricercato, unico superstite miracoloso di un disastro aereo. Per testarne la capacità ed aumentarne le potenzialità, Federico dopo averlo ingaggiato con la promessa di protezione e di grandi guadagni, lo introduce in un giro di stravaganti prove nelle quali si misura per l'appunto la fortuna dei partecipanti, spesso a costo della loro stessa incolumità. Intanto sulle tracce di Sanz viene inviata Sara, una poliziotta che forse per espiare una sua colpa passata, si è fatta attrarre da questo mondo nel quale si gioca con la fortuna propria e altrui.
Giunto ad una sfida decisiva, Tomás perde, venendo poi a sapere che Federico aveva messo in gioco anche la fortuna della sua fidanzata. L'uomo che l'ha battuto, un ex torero, ha così l'onore di sfidare Berg alla roulette russa. Rimane ucciso e, contemporaneamente, la ragazza di Sanz viene effettivamente ferita accidentalmente in modo grave. Tomás allora nel ribellarsi a Federico, prima lo pesta, poi insiste per poter sfidare Berg per acquistarne la sua fortuna. Nei sotterranei del casinò, mentre un Berg ormai stanco sta per cedere il trono al giovane temerario, irrompe la polizia e, al buio, si apre una sparatoria selvaggia al termine della quale, sopravvive, restando miracolosamente illeso, solo lui: Tomás Sanz.

## Riconoscimenti
- 2003 - Festival internazionale del cinema di Porto
  - Miglior film e miglior sceneggiatura
- 2002 - Premi Goya
  - Miglior regista esordiente
  - Miglior attore rivelazione (Leonardo Sbaraglia)